# A katolikus egyház világi intézményei
A katolikus egyház világi intézményei a megszentelt élet sajátos közösségei. Tagjaik olyan világban élő keresztények, akik az evangéliumi tanácsok (tisztaság, szegénység, engedelmesség) szerinti életre kötelezik el magukat, de a szerzetesrendek tagjaival szemben nem hagyják el világi hivatásukat, és nem élnek közösségi életet.

## Kialakulásuk története
Jóllehet a katolikus egyház történetében már századokkal korábban is találkozhatunk hasonló törekvésekkel, a világi intézmények hivatalos jogi elismerésére csak a múlt század közepén került sor. XII. Piusz pápa 1947. február 2-án kelt Provida Mater Ecclesia kezdetű apostoli konstitúciója az a hivatalos dokumentum, amely ezt a formális jóváhagyást megfogalmazta, és amely azóta is az Istennek szentelt világi élet egyfajta magna chartája.
Az egyházi jóváhagyás hatására a már korábban is létező közösségek megerősödtek, és mellettük egyre több új közösség született. A Provida Mater kiadásának ötvenedik évfordulóján, 1997-ben már mintegy négyszáz különböző intézmény tagjai ünnepeltek együtt a portugáliai Fátima híres kegyhelyén.

## Szerepük az egyházban
Amint azt szinte minden megnyilatkozás hangsúlyozza, a világi intézmények tagjainak sajátos hivatása hogy a világot belülről, mintegy kovász módjára evangelizálják.
VI. Pál pápa 1970-ben, a világi intézmények nemzetközi kongresszusán "a modern Egyház bátorító jeleinek" nevezte a résztvevőket. Ugyanezen a kongresszuson mondta Antoniutti bíboros, hogy ő a világi intézmények elterjedésében a mai Egyház csodálatos, reményteljes, sokat ígérő tavaszát látja.
VI. Pál szerint mély összhang van a világi intézmények megjelenése és elterjedése valamint a második vatikáni zsinat legfontosabb témája között, ami nem más, mint az egyház jelenléte a mai világban. A világi intézményeket a "Szentlélek különleges ajándékának" nevezi, amelyet korunknak ad segítségül a mai élet kihívásainak megoldására.

## Ismertebb világi intézmények
- Instytut Świecki Pomocnic Maryi Jasnogórskiej, Matki Kościoła
- Istituto Secolare Caritas Christi
- Istituto Secolare Cristo Re
- Istituto Secolare Volontarie di Don Bosco
- Jesus-Caritas Papi Közösség
- Schönstatt Mozgalom

## Világi intézmények Magyarországon
Női közösségek
- Don Bosco önkéntesei
- Egyházközségi Nővérek Társasága
- Schönstatti Márianővérek Világi Intézménye
- Úti Boldogasszony Társasága
- Vinculum Caritatis Közösség

## Külső hivatkozások
- Szimpózium XII. Piusz pápa „Provida Mater Ecclesia” k. apostoli konstitúciójáról[halott link]
- XVI. Benedek pápa beszéde a Világi Intézmények nemzetközi szimpóziumának résztvevőihez[halott link]
- ITALIANA DEGLI ISTITUTI SECOLARI (CIIS)[halott link]